# Fausto Fiorentino Editore
Fausto Fiorentino Casa Editrice  è una casa editrice italiana fondata a Napoli nel 1936 da Fausto Fiorentino, specializzata nella saggistica, nella storia napoletana e nella meridionalistica.

## Storia
Venne fondata a Napoli da Fausto Fiorentino assieme alla libreria omonima che, a differenza della casa editrice, ha tuttora la sua sede storica in Calata Trinità Maggiore e fu ritrovo di intellettuali, clienti ed amici tra cui Gino Doria, Roberto Pane, Fausto Nicolini, l'insigne collega editore Riccardo Ricciardi, nonché il grande filosofo Benedetto Croce.
La casa editrice si specializzò prevalentemente in edizioni di pregio sulla storia locale, vocazione che mantenne sempre costante stampando, tra l'altro, la prima edizione del celebre libro di poesie ‘A livella di Totò.
Dopo un periodo di stasi riprese l'attività nel 1974 grazie a Paolo De Feo e Vincenzo Manganiello sotto la guida dell'insigne saggista, storico e giornalista Max Vajro che dal 1980 ne fu amministratore e direttore e, acquisitone il marchio nel 1989, la rilanciò con il nome di FAUSTO FIORENTINO EDITRICE e con pubblicazioni culturali e artistiche, facendola poi confluire nel 1999 nel gruppo editoriale Il Denaro pur continuando a dirigerla.
In questi anni Vajro scrisse per la Fiorentino il volume ufficiale per il G7 a Napoli, redasse e curò grandi opere illustrate come La Reggia di Caserta, la ristampa integrale dei cinque volumi del Voyage pittoresque, la Dichiarazione dei disegni di Vanvitelli, ed ideò l'opera in tre volumi Napoli nel Novecento a cura di Fulvio Tessitore, Alda Croce e Domenico Conte con la collaborazione di 150 studiosi.
Il glorioso marchio restò sul mercato nel fino alla scomparsa di Vajro nel 2004, ma ha avviato la ripresa nel 2012 grazie alla fattiva sinergia di Denaro Libri e Kairòs Edizioni e, presieduta dal giornalista Alfonso Ruffo e diretta dal saggista e scrittore Andrea Jelardi, ha conservato la sua originaria vocazione di azienda specializzata nella pubblicazione di testi di cultura napoletana e meridionale.

## Il fondatore: Fausto Fiorentino
Nato a Napoli nel 1907, Fausto Fiorentino fu amante della cultura ed esperto bibliofilo, ma anche personaggio di spicco nella Napoli del Novecento, sia come imprenditore editoriale e sia come commerciante, assai noto per la sua vivacità e passione culturale nonché per la singolare abitudine di negare sconti ai clienti più abbienti e, viceversa, di regalare libri a chi non poteva permettersi l'acquisto.
Uomo di sport e appassionato di pugilato in gioventù, predilesse per hobby il canto, la lettura della mano e la cucina inventando ricette come i vermicelli e la salsa "alla Fiorentino".
Schivo e modesto, non amava definirsi editore, né tantomeno imprenditore, preferendo invece presentarsi come "il libraro di Benedetto Croce" adducendo appunto alla costante presenza dell'insigne filosofo nella sua libreria.

## La rinascita sotto la guida di Vajro
La presenza di Massimiliano Vajro, Max per gli amici, fu particolarmente significativa alla guida dell'azienda grazie alla sua poliedrica personalità.
Egli infatti, nato a Napoli nel 1930, si era laureato in lettere con una tesi di bibliografia e musicologia, iniziando l'attività giornalistica nel 1950 in veste di segretario del Comitato per le celebrazioni di Boito presieduto da Benedetto Croce; fu poi critico musicale per «Il Mezzogiorno» e «Il Giornale», nonché responsabile dell'ufficio stampa dell'Azienda di soggiorno e della Società italiana per il progresso delle scienze.
Presidente dal 1980 della Società promotrice di belle arti e capo ufficio stampa del Teatro di San Carlo dal 1967 al 1972, fu anche redattore, elzevirista e inviato speciale de «Il Mattino» dal 1968 al 1980, curatore di trasmissioni televisive e rubriche Rai, nonché direttore di emittenti locali.
Scrittore e saggista raffinato e poliedrico, nel 1954 pubblicò il suo primo saggio, Il quartiere storico-turistico di Napoli con prefazione di Amedeo Maiuri, e in seguito Storia della canzone napoletana (Premio Napoli nel 1957), la raccolta di scritti storici Ritratto di Napoli con figure (1960) e la Storia di Napoli in dieci volumi di cui fu ideatore e segretario. Nel 1965 ricevette il Premio Bodoni conferitogli da Giovanni Mardesteig a Parma. 
Membro del comitato per il Giubileo in Campania (1998-2000), venne insignito dell'onorificenza di Grande ufficiale della Repubblica nel 1995, e nel 2000 Cavaliere di Gran Croce dal Presidente Ciampi. Nello stesso anno ricevette il premio di narrativa Graham Greene a Capri presieduto da Francesco Paolo Casavola, per il libro Mia madre innamorata.
Morì a Napoli nel 2004.

## Autori
- Totò
- Roberto Pane
- Gino Doria
- Giovanni Ansaldo
- Alfredo Zazo
- Salvatore Di Giacomo
- E.A. Mario
- Vittorio Russo
- Corrado Beguinot
- Lucio Villari
- Antonio Guarino
- Ernesto Pontieri
- Nicola Cilento
- Vittorio Gleijeses
- Giuseppe Rippa
- Giuliana Gargiulo
- Salvatore Cerino
- Jeanne Carola Francesconi
- Settimia Cincinnati